# Oxytropis alpicola
Oxytropis alpicola är en ärtväxtart som beskrevs av Porphir Kiril Nicolai Stepanowitsch Turczaninow. Oxytropis alpicola ingår i släktet klovedlar, och familjen ärtväxter. Inga underarter finns listade i Catalogue of Life.